# Рудополє
44°52′ пн. ш. 15°28′ сх. д. / 44.86° пн. ш. 15.47° сх. д.
Рудополє (хорв. Rudopolje) — населений пункт у Хорватії, в Лицько-Сенській жупанії у складі громади Врховине.

## Населення
Населення за даними перепису 2011 року становило 66 осіб.
Динаміка чисельності населення поселення:

## Клімат
Середня річна температура становить 7,34 °C, середня максимальна – 21,29 °C, а середня мінімальна – -8,20 °C. Середня річна кількість опадів – 1411 мм.
| Клімат поселення                              | Клімат поселення | Клімат поселення | Клімат поселення | Клімат поселення | Клімат поселення | Клімат поселення | Клімат поселення | Клімат поселення | Клімат поселення | Клімат поселення | Клімат поселення | Клімат поселення | Клімат поселення |
| Показник                                      | Січ.             | Лют.             | Бер.             | Квіт.            | Трав.            | Черв.            | Лип.             | Серп.            | Вер.             | Жовт.            | Лист.            | Груд.            |                  |
| Середній максимум, °C                         | 5,19             | 5,87             | 9,00             | 12,82            | 17,88            | 21,29            | 21,29            | 20,83            | 16,94            | 12,49            | 7,26             | 3,61             |                  |
| Середня температура, °C                       | −1,51            | −0,82            | 2,29             | 6,12             | 11,18            | 14,60            | 16,90            | 16,46            | 12,58            | 8,12             | 2,90             | −0,76            |                  |
| Середній мінімум, °C                          | −8,2             | −7,51            | −4,4             | −0,58            | 4,49             | 7,90             | 12,54            | 12,08            | 8,22             | 3,76             | −1,45            | −5,12            |                  |
| Норма опадів, мм                              | 97               | 100              | 106              | 121              | 109              | 111              | 79               | 96               | 133              | 151              | 171              | 137              |                  |
| Середньомісячна швидкість вітру, м/с          | 2.13             | 2.24             | 2.50             | 2.42             | 2.26             | 2.03             | 1.97             | 1.87             | 1.96             | 2.08             | 2.28             | 2.32             |                  |
| Середньомісячна сонячна радіація, кДж/м²·день | 4560             | 7260             | 10590            | 14992            | 18940            | 20780            | 22581            | 19273            | 14341            | 9329             | 4981             | 3830             |                  |
| --------------------------------------------- | ---------------- | ---------------- | ---------------- | ---------------- | ---------------- | ---------------- | ---------------- | ---------------- | ---------------- | ---------------- | ---------------- | ---------------- | ---------------- |
| Джерело:                                      |                  |                  |                  |                  |                  |                  |                  |                  |                  |                  |                  |                  |                  |